# Derby (Connecticut)
Derby és una població dels Estats Units a l'estat de Connecticut. Segons el cens del 2005 tenia 12.536 habitants.

## Demografia
Segons el cens del 2000, Derby tenia 12.391 habitants, 5.252 habitatges, i 3.245 famílies. La densitat de població era de 960,7 habitants per km².
Dels 5.252 habitatges en un 27% hi vivien nens de menys de 18 anys, en un 44,1% hi vivien parelles casades, en un 13% dones solteres, i en un 38,2% no eren unitats familiars. En el 32,4% dels habitatges hi vivien persones soles l'11,4% de les quals corresponia a persones de 65 anys o més que vivien soles. El nombre mitjà de persones vivint en cada habitatge era de 2,32 i el nombre mitjà de persones que vivien en cada família era de 2,94.
Per edats la població es repartia de la següent manera: un 21,7% tenia menys de 18 anys, un 7,2% entre 18 i 24, un 33% entre 25 i 44, un 21,5% de 45 a 60 i un 16,6% 65 anys o més.
L'edat mediana era de 38 anys. Per cada 100 dones de 18 o més anys hi havia 89 homes.
La renda mediana per habitatge era de 45.670 $ i la renda mediana per família de 54.715 $. Els homes tenien una renda mediana de 42.367 $ mentre que les dones 30.458 $. La renda per capita de la població era de 23.117 $. Aproximadament el 6,9% de les famílies i el 8,3% de la població estaven per davall del llindar de pobresa.

## Poblacions més properes
El següent diagrama mostra les poblacions més properes.